# Fernando Bonamartini
Fernando Bonamartini (Firenze, 13 giugno 1914 – ...) è stato un calciatore italiano, di ruolo portiere.

## Carriera
Difende la porta del Messina  per due stagioni in Serie B, esordendo il 21 febbraio 1937 nella partita Messina-Catania (1-2), poi disputa altre due stagioni a Ferrara con la Spal: la prima in Serie B con 31 presenze, la seconda in Serie C.